# کونکوش (بولونسی)
کونکوش (به اسپانیایی: Kunkush) یک کوه در پرو است که در Peru, Ancash Region واقع شده‌است. کونکوش ۴٬۶۲۶ متر بالاتر از سطح دریا واقع شده‌است.